# Unia na rzecz Ruchu Ludowego

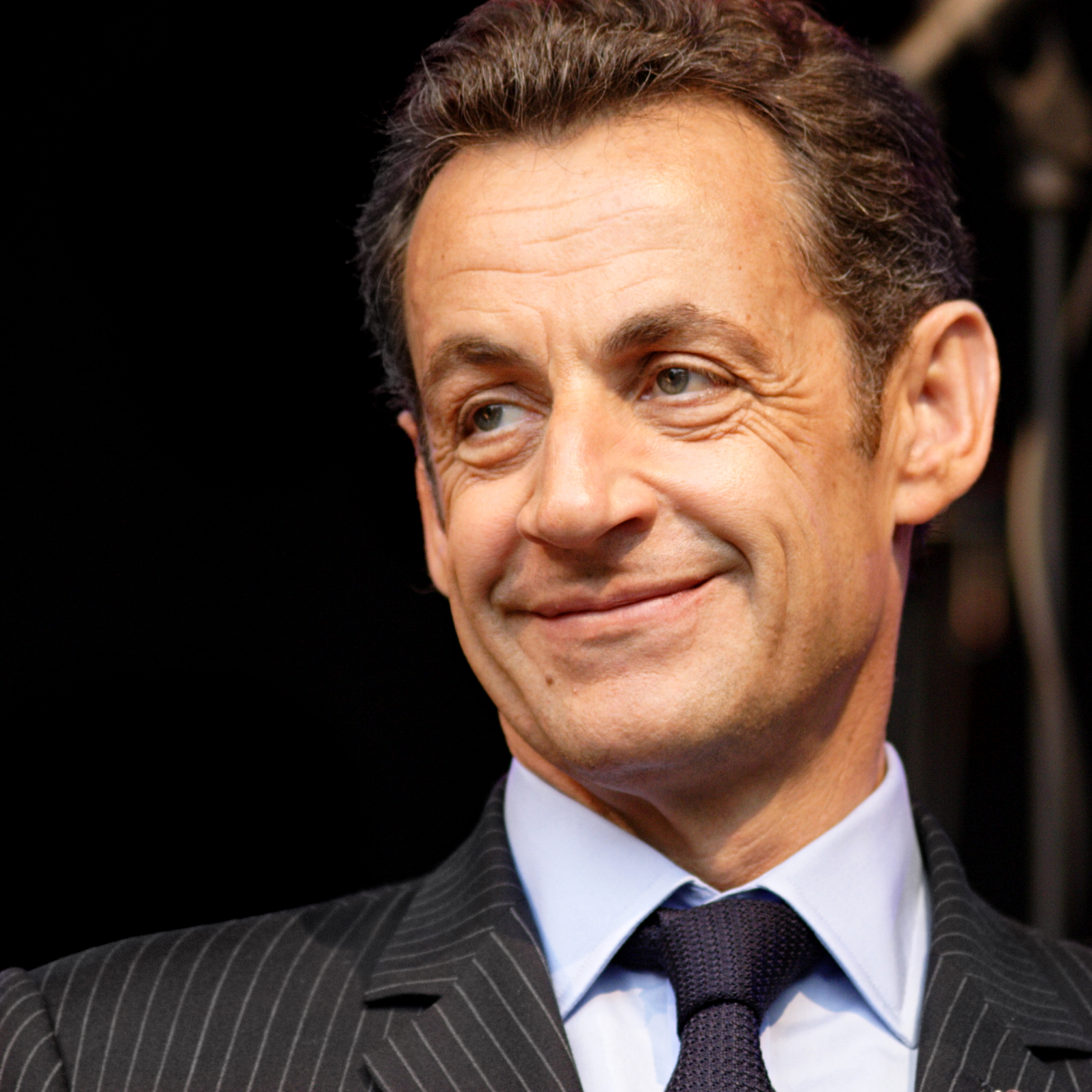
Nicolas Sarkozy – prezydent Francji, długoletni faktyczny przywódca UMP

Unia na rzecz Ruchu Ludowego (Union pour un mouvement populaire, UMP) – francuska partia polityczna, działająca w latach 2002–2015. Zakończyła działalność w związku z przekształceniem jej w partię Republikanie, która stała się legalną sukcesorką UMP.
UMP stanowiła najliczniejsze francuskie ugrupowanie, reprezentuje różne nurty polityczne mieszczące się w ramach szeroko rozumianej centroprawicy. Stała się formacją, która jako jednolite ugrupowanie połączyła konkurujące ze sobą przez lata siły „gaullistów” i „giscardystów”. Unia opowiadała się za integracją europejską, jak również gospodarką wolnorynkową, obniżaniem podatków i ograniczaniem przywilejów socjalnych. Opowiada się również za działaniami ograniczającymi nielegalną imigrację.
Od czasu swojego powstania do 2012 partia ta pełniła funkcję partyjnego zaplecza dla urzędujących prezydentów: Jacques’a Chiraca w trakcie jego drugiej kadencji i Nicolasa Sarkozy’ego. Stanowiła też podstawową formację tworzącą w tym samym okresie kolejne rządy, kierowane przez Jean-Pierre’a Raffarina, Dominique’a de Villepina i François Fillona.
UMP wygrywała kolejne wybory parlamentarne w 2002 (jako Unia na rzecz Większości Prezydenckiej) i w 2007, uzyskując w izbie niższej absolutną większość. Posiada najliczniejszą frakcję w Zgromadzeniu Narodowym, a do 2011 miała też taką w Senacie. Po porażce wyborczej jej kandydata w wyborach prezydenckich w 2012 znalazła się w opozycji, przegrywając w tym samym roku również wybory parlamentarne. W Parlamencie Europejskim działała w ramach grupy Europejskiej Partii Ludowej.

## Historia

### Koncepcje utworzenia nowej partii
Pierwsze pomysły na utworzenie formacji skupiającej podstawowe siły centroprawicowe, tj. gaullistowskie Zgromadzenie na rzecz Republiki (RPR), Demokrację Liberalną (DL) i Unię na rzecz Demokracji Francuskiej (UDF), pojawiły się po wyborach do Parlamentu Europejskiego w 1999. W głosowaniu tym największe poparcie uzyskały Partia Socjalistyczna i eurosceptyczne Zgromadzenie na rzecz Francji oraz Niezależności Europy. Koalicja RPR-DL zajęła trzecie miejsce, natomiast centryści z UDF dopiero piąte.
We wrześniu tego samego roku powstał Klub „Dialog i Inicjatywa” (Dialogue et Initiative), powołany przez Michela Barniera i Dominique’a Perbena (obaj z RPR), Jacques’a Barrota (UDF) i Jean-Pierre’a Raffarina (DL). W listopadzie 2000 konserwatywny dziennik „Le Figaro” opublikował list podpisany przez ponad 350 francuskich parlamentarzystów obu izb, zainicjowany przez Dominique’a Baudisa i nawołujący do współpracy. Dalsze inicjatywy ogłaszano w 2001, m.in. były premier Édouard Balladur publicznie przedstawił koncepcję utworzenia wspólnej Unii na rzecz Reform (l'Union pour la réforme).

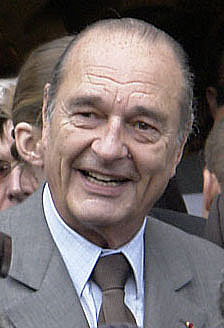
Jacques Chirac – patron Unii na rzecz Większości Prezydenckiej

13 stycznia 2001, także w „Le Figaro”, ukazał się sygnowany przez 160 deputowanych i senatorów z wszystkich trzech partii apel zatytułowany France alternance: pour un nouveau contrat politique. Inicjatorami tego manifestu, który stał się podstawową deklaracją ideową późniejszej UMP, byli Alain Juppé i prezydencki doradca Jérôme Monod.
Współpracę między poszczególnymi partiami utrudniała jednak niemożność wyłonienia wspólnego kandydata w wyborach prezydenckich. Zamiar ubiegania się o reelekcję w 2002 ogłosił Jacques Chirac, otrzymując poparcie Zgromadzenia na rzecz Republiki. Swoje kandydatury zgłosili jednak również przywódcy Demokracji Liberalnej (Alain Madelin) i Unii na rzecz Demokracji Francuskiej (François Bayrou), a ponadto Christine Boutin z FRS, wcześniej związana z UDF.

### Unia na rzecz Większości Prezydenckiej
Pomimo wystartowania przywódców DL i UDF w wyborach prezydenckich, przewodniczący klubów parlamentarnych tych ugrupowań w Zgromadzeniu Narodowym XI kadencji, Jean-François Mattei i Philippe Douste-Blazy, ogłosili publiczny apel nawołujący do poparcia Jacques’a Chiraca już w pierwszej turze. Podpisało się pod nim m.in. 33 spośród 43 posłów liberałów i około 1/3 spośród 67 posłów centrystów.
Ubiegający się o reelekcję prezydent wygrał pierwszą turę wyborów, uzyskując 21 kwietnia 2002 niespełna 20% głosów. Żaden z pozostałych centroprawicowych kandydatów nie przekroczył 7% głosów. Drugie miejsce w głosowaniu zajął lider Frontu Narodowego, Jean-Marie Le Pen, wyprzedzając urzędującego premiera, socjalistę Lionela Jospina.

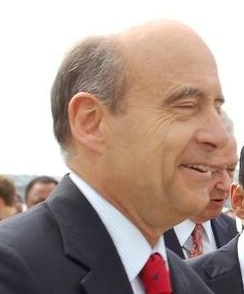
Alain Juppé – pierwszy przewodniczący UMP

23 kwietnia Philippe Douste-Blazy ogłosił powołanie Unii na rzecz Większości Prezydenckiej (Union pour la Majorité Présidentielle). Przystąpiły do niej Zgromadzenie na rzecz Republiki, Demokracja Liberalna i część działaczy Unii na rzecz Demokracji Francuskiej, a także Forum Socjalnych Republikanów. UDF opuściły ponadto stowarzyszone z nią ugrupowania – Partia Radykalna François Loosa, Partia Ludowa na rzecz Demokracji Francuskiej Hervégo de Charette oraz tzw. niebiescy ekolodzy (Écologie bleue) Nathalie Kosciusko-Morizet. Formacje te także przyłączyły się do UMP.
Jacques Chirac ostatecznie wygrał drugą turę wyborów prezydenckich, przeprowadzoną 5 maja 2002, otrzymując ponad 82% głosów. Dzień po uzyskanej reelekcji powołał nowy rząd, na czele którego stanął Jean-Pierre Raffarin. 11 maja UMP ogłosiła swoje listy wyborcze do parlamentu; na 577 okręgów wystawiła ponad 520 kandydatów pod własnym szyldem, a w kilkudziesięciu okręgach udzieliła poparcia kandydatom startującym z innych komitetów (głównie UDF). Wkrótce powołano też prowizoryczne władze, w tym trzyosobowy komitet organizacyjny, w skład którego weszli Philippe Douste-Blazy, Jean-Claude Gaudin i Serge Lepeltier.
Wybory parlamentarne, które odbyły się 9 i 16 czerwca 2002, przyniosły unii zdecydowane zwycięstwo. Do Zgromadzenia Narodowego XII kadencji dostało się ponad 350 kandydatów z ramienia UMP, blisko 30 z listy UDF, a także kilkunastu innych kandydatów z sojuszniczych komitetów wyborczych. Nowo utworzona grupa parlamentarna na początku kadencji liczyła 365 posłów – w tym ponad 200 należących do RPR, ponad 70 związanych z UDF i ponad 60 działaczy DL. Część Unii na rzecz Demokracji Francuskiej przeciwna dalszemu zjednoczeniu i skupiona wokół swojego lidera François Bayrou powołała odrębny, 30-osobowy, klub deputowanych. Po wyborczym sukcesie swojego zaplecza Jacques Chirac zatwierdził drugi gabinet Jean-Pierre’a Raffarina w tożsamym składzie, zdominowany przez działaczy UMP.

### Powołanie Unii na rzecz Ruchu Ludowego

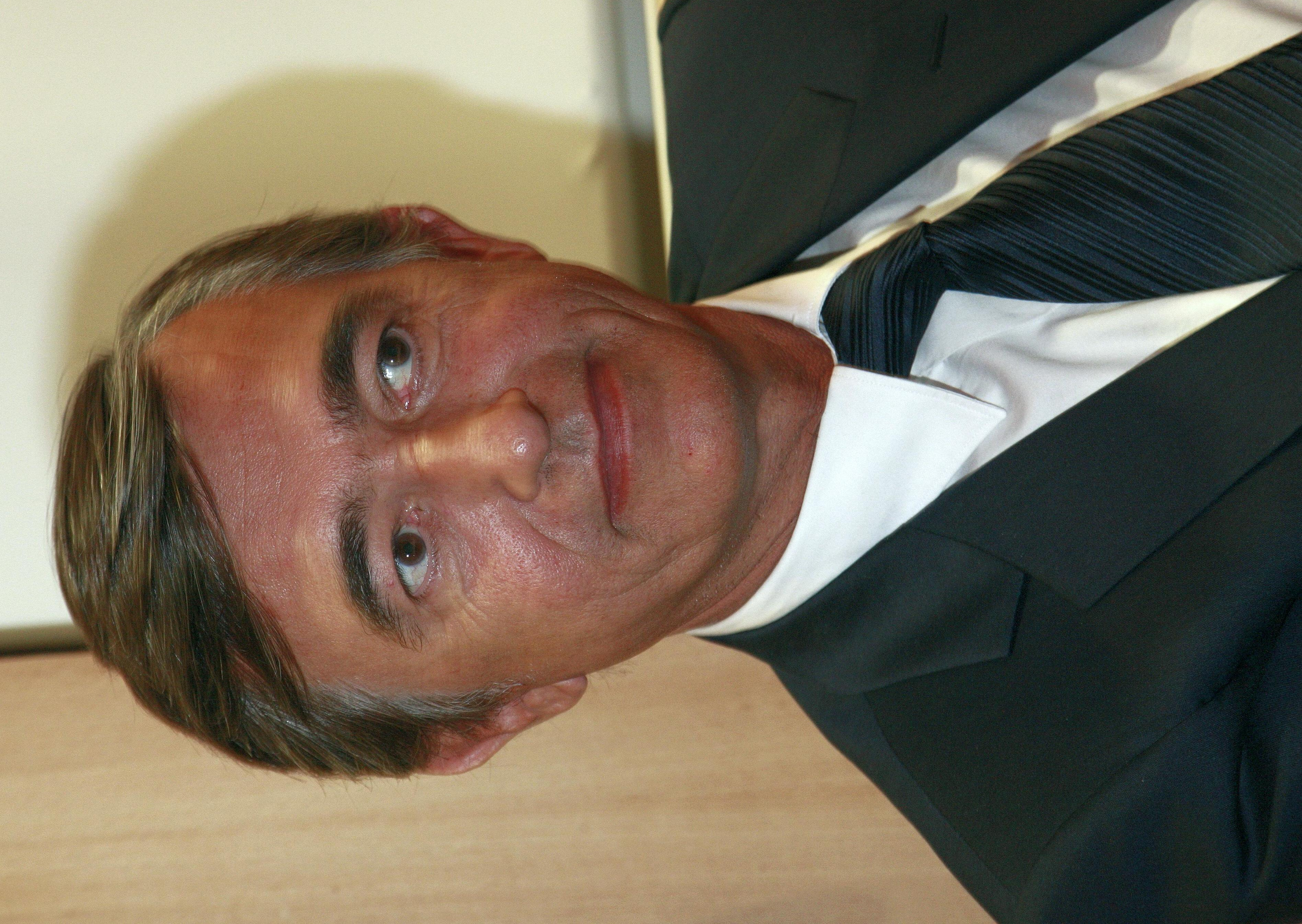
Philippe Douste-Blazy – pierwszy sekretarz generalny UMP

Wkrótce po drugiej turze głosowania do parlamentu przystąpiono do dalszych działań mających na celu doprowadzenie do powstania jednolitej partii. 18 czerwca 2002 powołano tymczasowy zarząd w składzie: Alain Juppé (przewodniczący, RPR), Jean-Claude Gaudin (wiceprzewodniczący, DL), Philippe Douste-Blazy (sekretarz generalny, UDF).
21 września 2002 nadzwyczajne zjazdy Zgromadzenia na rzecz Republiki (większością 90% głosów) i Demokracji Liberalnej (większością 85% głosów) uchwaliły samorozwiązanie tych partii. Tożsamą decyzję podjęła Partia Ludowa na rzecz Demokracji Francuskiej, na bazie której powołano później małą frakcję polityczną pod nazwą Konwencja Demokratyczna (Convention démocrate).
W październiku i listopadzie deklaracje współpracy ogłosiły także mniejsze ugrupowania. Władze Écologie bleue zapowiedziały przystąpienie do tworzenia „zielonej” frakcji w ramach UMP. Forum Socjalnych Republikanów, Narodowe Centrum Niezależnych i Chłopów i Partia Radykalna podjęły uchwały o stowarzyszeniu się z nową formacją przy zachowaniu odrębności organizacyjnej i przy zgodzie na podwójne członkostwo. Wsparcie dla UMP ogłosiło również Zgromadzenie na rzecz Francji.
Pierwszy kongres ugrupowania odbył się 17 listopada 2002. Powołano na nim nową partię pod nazwą Unia na rzecz Ruchu Ludowego (Union pour un Mouvement Populaire), w skład której weszli działacze stronnictw, które zakończyły swoją samodzielną działalność (RPR, DL, PPDF, niebieskich ekologów), dysydenci z UDF, jak również członkowie partii stowarzyszonych. Kongres ustalił partyjne barwy, a także wybrał swoje pierwsze władze. W głosowaniu na stanowisko przewodniczącego zdecydowanie wygrał poparty przez wszystkie główne frakcje Alain Juppé, otrzymując prawie 38 tys. głosów (ok. 79%) i pokonując Nicolasa Dupont-Aignana z eurosceptycznej partii Powstań Republiko (ok. 15%) oraz czterech niszowych kandydatów.

### UMP pod przywództwem Alaina Juppé
Centroprawicowy rząd, zdominowany przez UMP, podjął działania związane z zapowiedzianą bezpośrednio po swoim powołaniu decentralizacją, mającą na celu zwiększenie samodzielności (w tym finansowej) regionów. Wprowadził też szereg reform gospodarczych i społecznych, związanych m.in. ze zmianami w zakresie deficytowego systemu emerytalnego, wydłużeniem okresu składkowego, likwidacją części przywilejów branżowych i zwiększeniem kontroli nad systemem. Przeciwko tym reformom w 2003 gwałtownie protestowały liczne grupy zawodowe.
Na początku 2004 Alain Juppé, za nadużycia w publicznych funduszach z okresu kierowania gaullistami, został w pierwszej instancji skazany na karę półtora roku pozbawienia wolności z warunkowym zawieszeniem jej wykonania. Orzeczono także pozbawienie prawa do piastowania urzędów publicznych przez 10 lat. Problemy prawne lidera partii i niepopularne reformy przyczyniły się do spadku poparcia dla prezydenta, premiera, a także samej unii. W wyborach samorządowych z 21 i 28 marca 2004 ludowcy doznali porażki – koalicja lewicy skupiona wokół Partii Socjalistycznej wygrała w 20 z 22 regionów. UMP utrzymała tylko dwóch przewodniczących rad regionalnych (w Alzacji i na Korsyce), przegrał m.in. Valéry Giscard d’Estaing ubiegający się o reelekcję w Owernii.
Konsekwencją wyborczej klęski były zmiany w rządzie. Prezydent Jacques Chirac zdecydował się pozostawić na stanowisku dotychczasowego premiera, przy jednoczesnej wymianie części ministrów. Decyzję tę motywowano koniecznością kontynuowania dotychczasowych reform. W wyborach do Parlamentu Europejskiego z 13 czerwca 2004 UMP także poniosła porażkę. Zajęła drugie miejsce z wynikiem 16% i siedemnastoma na 78 mandatów, podczas gdy socjaliści uzyskali 28% i 31 miejsc w Europarlamencie.
W lipcu tego samego roku Alain Juppé złożył rezygnację z kierowania partią. Kongres mający wyłonić jego następcę odbył się 28 listopada 2004. Przewodniczącym unii został Nicolasa Sarkozy’ego, który otrzymał ponad 60 tys. głosów (85%), pokonując Nicolasa Dupont-Aignana i Christine Boutin.

### UMP pod przywództwem Nicolasa Sarkozy’ego
W 2005 Unia na rzecz Ruchu Ludowego zaangażowała się w kampanię poprzedzającą referendum dotyczące traktatu ustanawiającego Konstytucję dla Europy, którego projekt opracowano pod kierownictwem związanego z UMP byłego prezydenta Francji Valéry’ego Giscarda d’Estainga. 6 marca tego samego roku ogłoszono hasło wyborcze „Europa zasługuje na tak od nas” (L'Europe mérite qu'on lui dise oui). W przeprowadzonym 29 maja 2004 głosowaniu większość wyborców (ok. 55%) opowiedziała się jednak przeciw przyjęciu traktatu. W tym samym czasie Jean-Pierre Raffarin, według sondaży, stał się jednym z najmniej popularnych premierów w historii V Republiki; ostatecznie po przegranym referendum podał się do dymisji.
Nowy rząd, na czele którego stanął Dominique de Villepin, opierał się w parlamencie wyłącznie na UMP. Unia na rzecz Demokracji Francuskiej zdecydowała o opuszczeniu „większości prezydenckiej”, mimo to propozycję objęcia teki ministra edukacji przyjął jeden z jej liderów, Gilles de Robien. Do rządu powrócił, posiadający wysokie notowania w badaniach opinii publicznej Nicolas Sarkozy, uchodzący za głównego partyjnego przeciwnika nominowanego premiera. Przewodniczący unii objął kluczowe stanowisko ministra stanu oraz ministra spraw wewnętrznych.

### Kampanie wyborcze w 2007

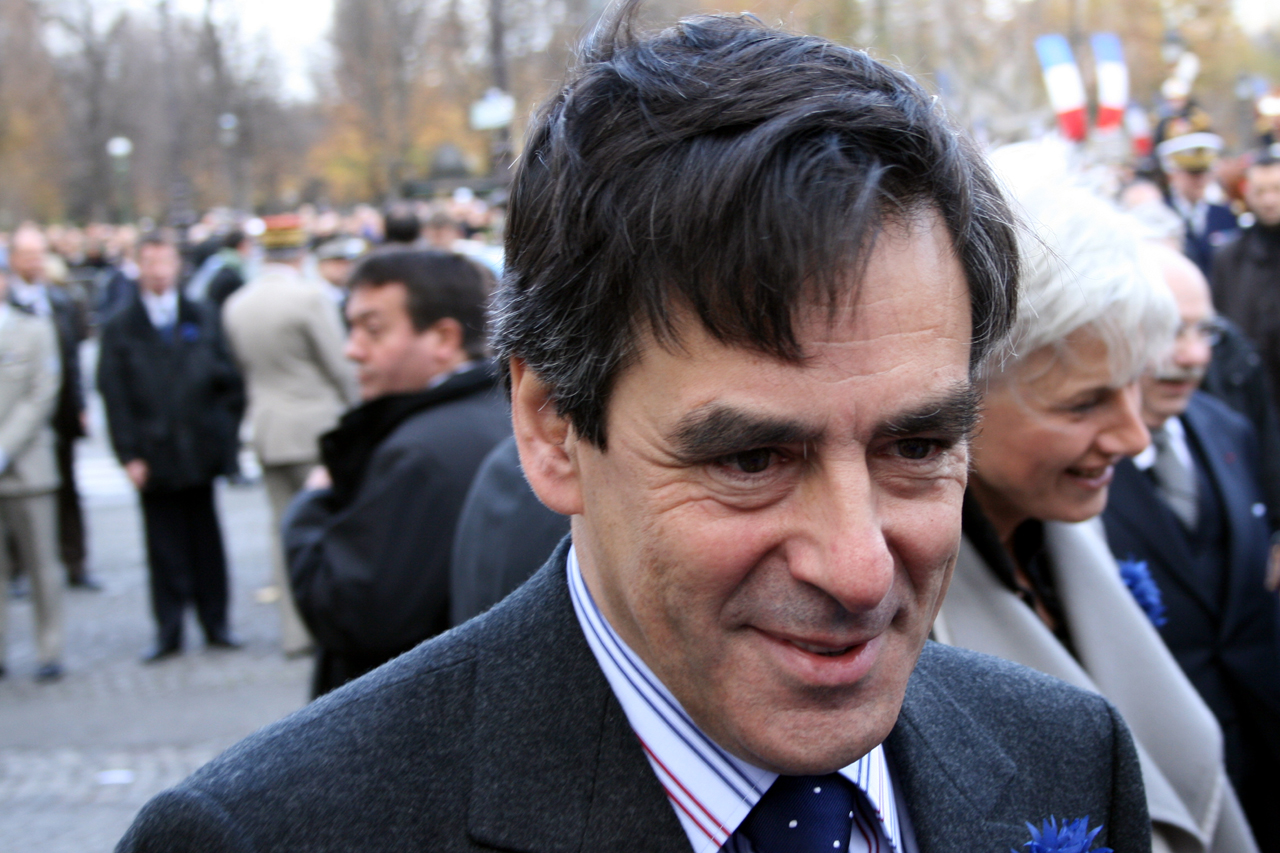
François Fillon – premier Francji 2007–2012 i jeden z partyjnych przywódców

Wśród potencjalnych kandydatów UMP na urząd prezydenta w wyborach w 2007 wymieniano Nicolasa Sarkozy’ego, a także premiera Dominique’a de Villepina, uchodzącego za faworyta urzędującej głowy państwa. Swoją kandydaturę publicznie zgłosił tylko pierwszy z nich. Kandydata unii wybrano w powszechnym głosowaniu przeprowadzonym wśród członków tej partii. Spośród ponad 338 tys. działaczy UMP w elekcji wzięło udział około 233 tys. Nicolasa Sarkozy’ego poparło ponad 229 tys. z nich, pozostali oddali puste głosy.
Lider UMP wygrał pierwszą turę wyborów z 22 kwietnia 2007, otrzymując najwięcej głosów (prawie 11,5 mln, tj. 31,18%) i wyprzedzając jedenastu pozostałych kandydatów. W drugiej turze z 6 maja Nicolas Sarkozy zmierzył się z reprezentantką socjalistów. Pokonał Ségolène Royal, uzyskując prawie 19 mln głosów, tj. 53,06%. 14 maja nowo wybrany prezydent zrezygnował z funkcji przewodniczącego UMP. Od tego czasu w partii wprowadzono kierownictwo wieloosobowe, składające się z wiceprzewodniczących i sekretarza generalnego UMP.
17 maja 2007 Nicolas Sarkozy mianował, należącego do Unii na rzecz Ruchu Ludowego, François Fillona na premiera nowego rządu. Resort obrony objął Hervé Morin, przywódca grupy parlamentarzystów UDF opowiadającej się za powrotem do „większości prezydenckiej”, która powołała partię Nowe Centrum. Ministrem spraw zagranicznych został Bernard Kouchner, dotąd związany z PS. Pozostałe resorty przypadły przedstawicielom UMP lub bezpartyjnym kandydatom rekomendowanym przez ludowców.
Przed wyborami do Zgromadzenia Narodowego, przewidzianymi na 10 i 17 czerwca tego samego roku, unia wystawiła swoich przedstawicieli w większości okręgów wyborczych. W kilkudziesięciu wsparła natomiast kandydatów innych komitetów, głównie dotychczasowych posłów z Nowego Centrum, startujących pod szyldem Majorité présidentielle. Nowy premier zezwolił na start swoich ministrów, ustalając jednocześnie zasadę, wedle której ci, którzy nie zostaną wybrani, złożą rezygnację z zajmowanego stanowiska. W pierwszej turze skupione wokół unii zaplecze nowego prezydenta otrzymało ponad 45% głosów (w tym 39% kandydaci UMP). Przed drugą turą część sondaży prognozowała uzyskanie przez koalicjantów miażdżącej większości w nowym parlamencie (nawet 470 miejsc), co doprowadziło do powstania medialnego pojęcia „błękitnego tsunami” (od kolorów francuskiej prawicy). Ostatecznie do Zgromadzenia Narodowego XIII kadencji na 577 mandatów unia wprowadziła 313 swoich przedstawicieli, jej główni sojusznicy z NC wygrali w 22 okręgach, a niezależni kandydaci prawicy sympatyzujący z prezydentem w 9.

### Lata 2007–2012

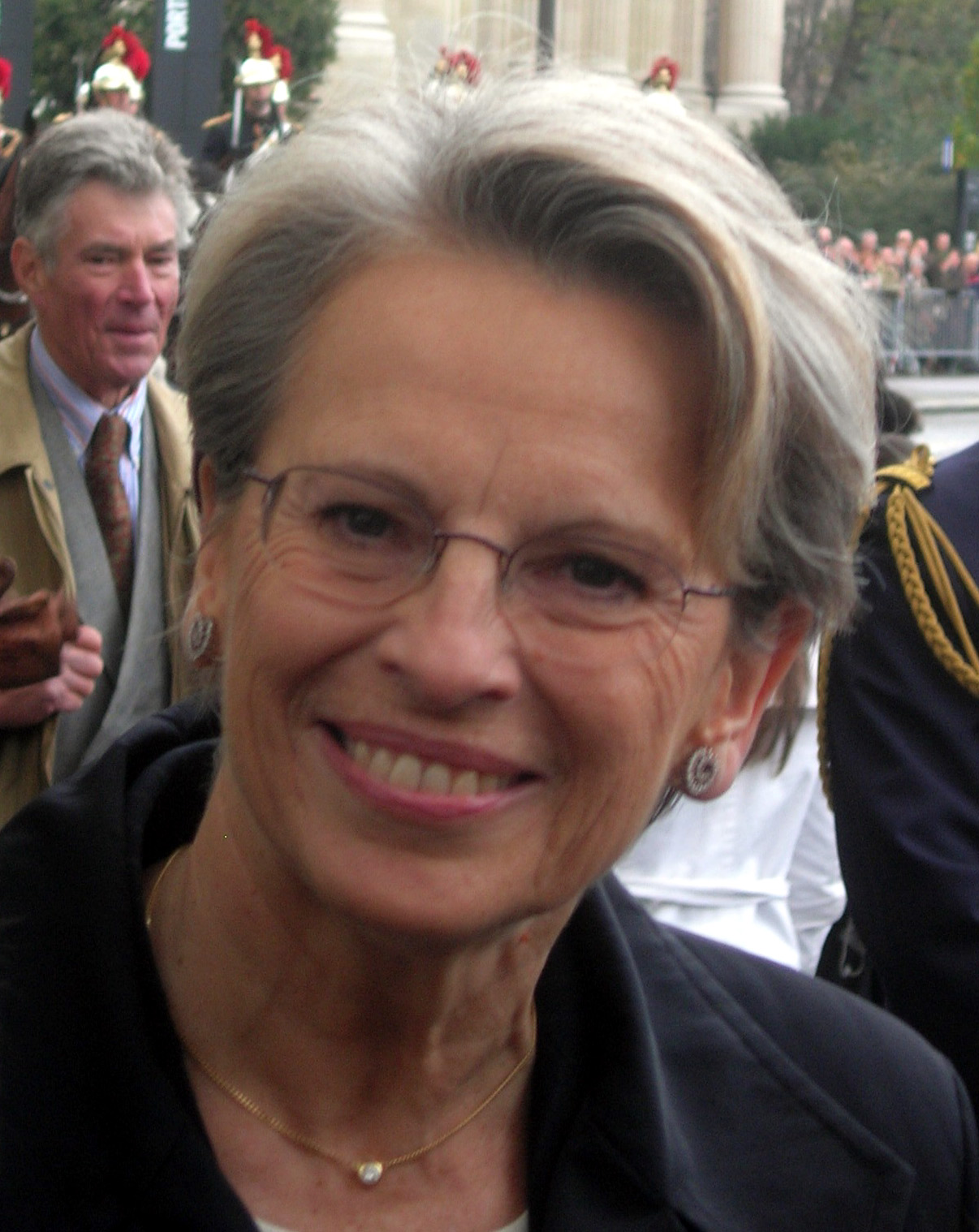
Michèle Alliot-Marie – minister w kilku gabinetach, była wiceprzewodnicząca UMP

19 czerwca 2007 François Fillon został po raz drugi mianowany przez prezydenta szefem nowego rządu, z którego musiał odejść były premier i pierwszy przywódca ludowców Alain Juppé, niespodziewanie pokonany przez socjalistę w swoim okręgu wyborczym.
W wyborach municypalnych, przeprowadzonych w 2008, unia uzyskała słabe wyniki. Jej kandydaci na merów zwyciężyli w 84 miastach powyżej 30 tys. mieszkańców, tym samym UMP straciła władzę w 25 miejscowościach tej wielkości (w tym w Strasburgu i Tuluzie).
Unia zadeklarowała udział w wyborach do Parlamentu Europejskiego w 2009. Na swoich listach umieściła także kandydatów Nowego Centrum Hervégo Morina, jak również socjaldemokratycznej Nowoczesnej Lewicy Jeana-Marie Bockela, a także ruchu Les Progressistes Érica Bessona. W głosowaniu z 7 czerwca 2009 koalicja prezydencka uzyskała największe poparcie na poziomie prawie 28%, co przyniosło 29 mandatów, z czego 24 przypadły ludowcom.
Do wyborów regionalnych w 2010 UMP przystąpiła pod szyldem większości prezydenckiej, utrzymała władzę jedynie w Alzacji. Konsekwencją tych wyników była przebudowa rządu. W 2011 ludowcy utracili większość w Senacie.

### Przejście do opozycji i przekształcenie w Republikanów
Na 2012 ponownie zaplanowano wybory, zarówno prezydenckie, jak i parlamentarne. W pierwszych z nich o reelekcję ubiegał się Nicolas Sarkozy. Związany z UMP prezydent w czasie pierwszej kadencji tracił na popularności, stając się jednym z najmniej popularnych prezydentów V Republiki. W pierwszej Nicolas Sarkozy zajął drugie miejsce. Otrzymał około 9,75 miliona głosów (27,18%), przechodząc do drugiej tury głosowania, w której przegrał z wynikiem ponad 48% głosów.
Zwycięstwo socjalisty François Hollande’a skutkowało dymisją tworzonego przez UMP rządu François Fillona. Unia przystąpiła do kolejnej kampanii wyborczej do Zgromadzenia Narodowego XIV kadencji. Partia wystawiła blisko 480 kandydatów, a także poparła kilkudziesięciu kandydatów z innych ugrupowań (w tym głównie radykałów, centrystów, chadeków). W wyniku wyborów parlamentarnych z 10 i 17 czerwca 2012 do niższej izby francuskiego parlamentu weszło 194 przedstawicieli UMP, zaś 35 mandatów uzyskali pozostali kandydaci centroprawicy startujący w większości z jej poparciem. Zdominowany przez unię obóz parlamentarnej prawicy otrzymał 44% głosów w drugiej turze, przegrywając z prezydencką lewicą, która zdobyła wówczas blisko 50% głosów i łącznie 331 mandatów. Poselskiej reelekcji nie uzyskali m.in. wiceprzewodnicząca partii Michèle Alliot-Marie i zastępca sekretarza generalnego Hervé Novelli.
W tym samym roku odbyły się wybory przewodniczącego Unii na rzecz Ruchu Ludowego. W wewnątrzpartyjnym głosowaniu nieznacznie zwyciężył Jean-François Copé, który dostał poparcie 50,3% głosujących, pokonując byłego premiera François Fillona. Wybory te, w których wzięło udział ponad 170 tys. członków partii, doprowadziły do kryzysu w partii, kwestionowano prawidłowość liczenia głosów i wysuwano oskarżenia o defraudację. Konsekwencją był rozłam w klubie parlamentarnym UMP, którego znaczna część działaczy skupiona wokół François Fillona powołała odrębną frakcję.
W grudniu 2012 kandydaci partii wygrali we wszystkich trzech okręgach powtórzone wybory poselskie w związku z ich unieważnieniem przez Radę Konstytucyjną. Miesiąc później doszło do porozumienia między frakcjami nowego przewodniczącego i byłego premiera – stronnicy tego drugiego otrzymali kierownicze stanowiska we władzach partii, a obie frakcje deputowanych ponownie zintegrowano pod szyldem UMP.
W wyborach europejskich w 2014 UMP z wynikiem 20,8% głosów pokonała socjalistów, przegrała jednak ze skrajnie prawicowym Frontem Narodowym. Wynik wyborczy i kolejne doniesienia mediów dotyczące nieprawidłowości przy finansowaniu kampanii prezydenckiej w 2012 doprowadziły do dymisji Jeana-François Copé z funkcji przewodniczącego partii z dniem 15 czerwca 2014. Kolegialne kierownictwo partii objęli byli premierzy François Fillon, Alain Juppé i Jean-Pierre Raffarin, a nowym sekretarzem generalnym został Luc Chatel.
W listopadzie 2014 przeprowadzono nowe wybory przewodniczącego ugrupowania, w których mogli wziąć udział wszyscy zarejestrowani członkowie partii. W głosowaniu zwyciężył były prezydent Nicolas Sarkozy, otrzymując 64,5% głosów. Jego kontrkandydaci, byli ministrowie Bruno Le Maire i Hervé Mariton, dostali odpowiednio 29,2% i 6,3% głosów.
Były prezydent zadeklarował dążenie do przekształcenia partii w nowe ugrupowanie, proponując powołanie na bazie UMP partii Republikanie. Zaakceptowało to ponad 83% biorących udział w głosowaniu członków ugrupowania. 30 maja 2015 odbył się kongres Republikanów, co faktycznie zakończyło okres funkcjonowania UMP.

## Program
Deklarację polityczną i społeczną Unii na rzecz Ruchu Ludowego stanowiła jej tzw. karta wartości (Charte des valeurs), w której wymieniono podstawowe idee promowane przez to ugrupowanie (wolność, odpowiedzialność, solidarność, naród i Europa).

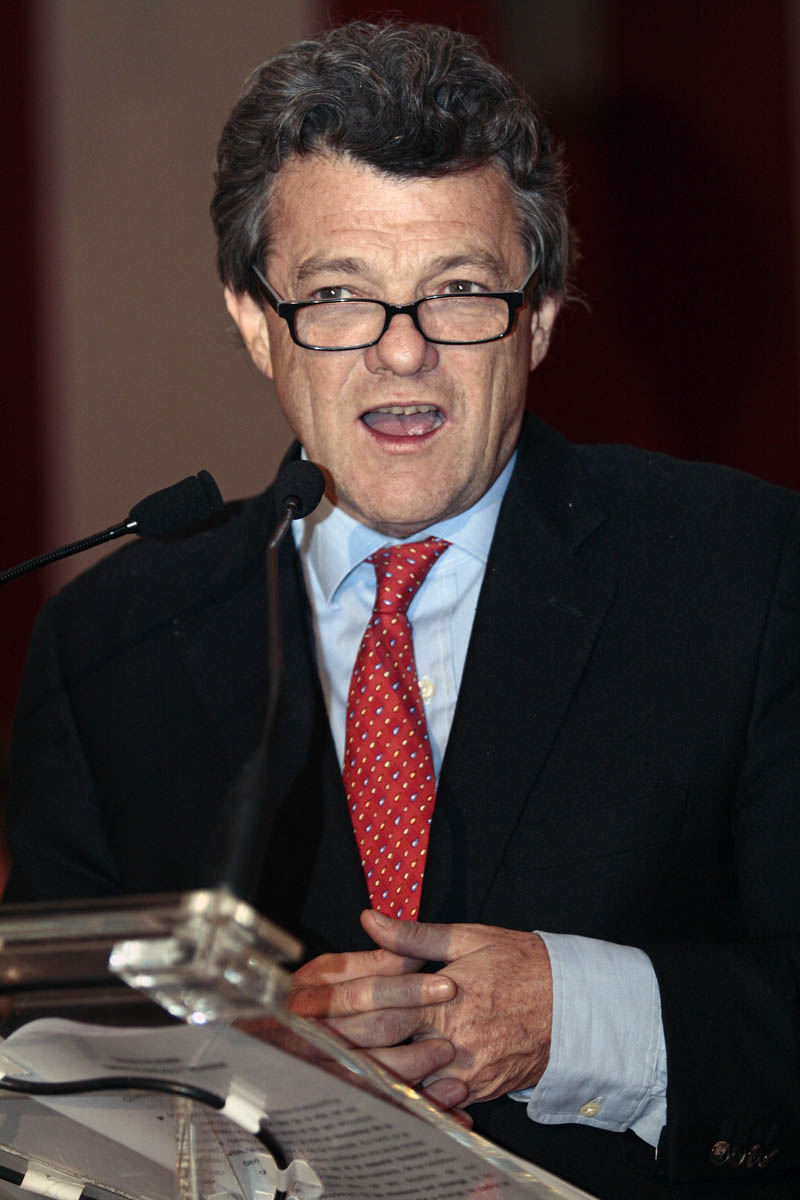
Jean-Louis Borloo – były minister stanu, były wiceprzewodniczący UMP, lider stowarzyszonych radykałów

Główne założenia programowe partii zostały ogłoszone przez Nicolasa Sarkozy’ego w trakcie jego kampanii wyborczej w 2007. Wśród postulatów gospodarczych znalazły się hasła dotyczące zmian w organizacji rynku pracy, w tym zwłaszcza propozycje wprowadzenia rozwiązań zachęcających do dłuższej pracy, ponad normatywne 35 godzin w tygodniu (m.in. poprzez obniżkę podatków). Zapowiedziano zmiany w prawie karnym, polegające na ustaleniu minimalnych kar pozbawienia wolności dla recydywistów. UMP konsekwentnie opowiada się też za ograniczaniem nielegalnej imigracji. Jednocześnie Nicolas Sarkozy przedstawił koncepcję przyznania mieszkańcom nieposiadającym obywatelstwa praw wyborczych.
Unia na rzecz Ruchu Ludowego należała do partii wspierających dalszą integrację w ramach Unii Europejskiej (popierała tzw. Konstytucję dla Europy). Po jego odrzuceniu zaaprobowała traktat lizboński – w lutym 2008 w niższej izbie parlamentu za jego ratyfikacją zagłosowało 206 spośród biorących udział w głosowaniu posłów unii.
W trakcie swojej kampanii prezydenckiej w 2007 lider UMP, Nicolas Sarkozy, opowiedział się za wzmocnieniem roli Francji w Europie, zadeklarował ponadto dążenie do poprawy relacji dwustronnych ze Stanami Zjednoczonymi i poparcie dla uchwalenia nowego traktatu instytucjonalnego UE. Ludowcy konsekwentnie opowiadają się przeciwko przyjęciu Turcji do Unii Europejskiej.
UMP wspierała także aktywne członkostwo Francji w Pakcie Północnoatlantyckim. W 2009 jej deputowani do Zgromadzenia Narodowego (z nielicznymi wyjątkami) poparli powrót tego kraju do pełnego udziału w strukturach wojskowych NATO.

## Symbolika
Unia na rzecz Ruchu Ludowego posługiwała się kolorami niebieskim i czerwonym. Partyjna flaga została podzielona na dwie pionowe części w tych barwach. Na środku zamieszczono biały symbol drzewa, zaś pod nim partyjny akronim UMP.

## Struktura i działacze

### Organizacja
Zgodnie z partyjnym statutem, w skład organów UMP wchodziły kongres, rada krajowa, komitet wykonawczy skupiający sekretarzy krajowych, biuro polityczne, przewodniczący i jego zastępcy, a także sekretarz generalny. Komitet wykonawczy zajmował się opracowywaniem politycznych inicjatyw unii, a także koordynowaniem współpracy z jej zapleczem parlamentarnym. Biuro polityczne stanowiło podstawowy organ zarządzający, zajmujący się bieżącymi sprawami pomiędzy sesjami rady krajowej. Składało się z kilkudziesięciu osób, częściowo wybieralnych, częściowo wchodzących w skład tego ciała w związku z zajmowanymi w danym czasie stanowiskami (m.in. aktualni członkowie rządu i byli prezydenci Francji).
Od 2007 nieobsadzone pozostawało stanowisko przewodniczącego ludowców, a ścisłe kierownictwo stanowili wiceprzewodniczący i sekretarz generalny. Jean-Claude Gaudin po wyborach prezydenckich w 2007 publicznie oświadczył, że partia nie planuje poszukiwania nowego kandydata, gdyż „moralnie przewodniczącym pozostaje Nicolas Sarkozy”. Funkcję jednoosobowego przewodniczącego przywrócono w 2012.

### Liderzy
Przewodniczący:
- 2002–2004: Alain Juppé
- 2004–2007: Nicolas Sarkozy

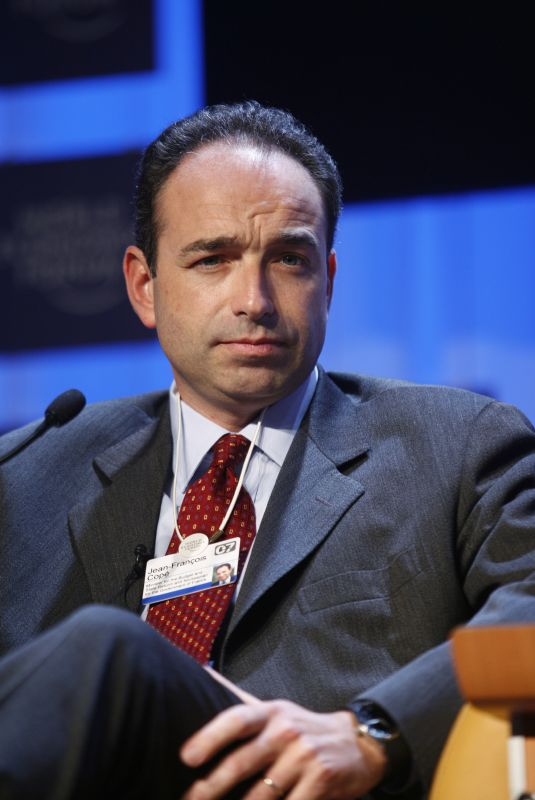
Jean-François Copé – przewodniczący grupy UMP w Zgromadzeniu Narodowym XIII kadencji, następnie sekretarz generalny i przewodniczący partii

- 2007–2012: kolegialnie zarządzana przez wiceprzewodniczących i sekretarza generalnego
- 2012–2014: Jean-François Copé
- 2014–2014: François Fillon, Alain Juppé i Jean-Pierre Raffarin
- 2014–2015: Nicolas Sarkozy

Sekretarze generalni:
- 2002–2004: Philippe Douste-Blazy
- 2004–2007: Pierre Méhaignerie
- 2007–2008: Patrick Devedjian
- 2009–2010: Xavier Bertrand
- 2010–2012: Jean-François Copé
- 2012–2014: Michèle Tabarot
- 2013–2014: Valérie Pécresse (secrétaire générale déléguée)
- 2014–2014: Luc Chatel
- 2014–2015: Laurent Wauquiez

### Działacze

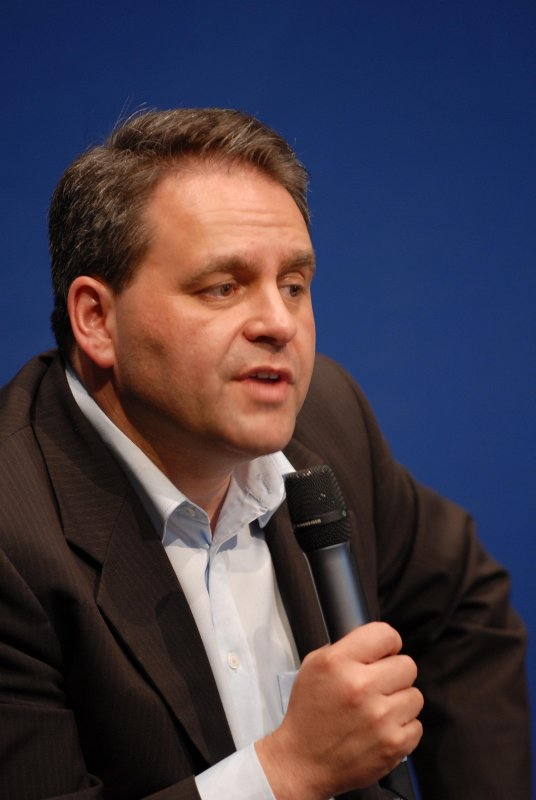
Xavier Bertrand – od 2009 do 2010 sekretarz generalny ludowców

Według stanu na 2013 UMP liczyła około 205 tys. członków. Do Unii na rzecz Ruchu Ludowego należało trzech byłych prezydentów (Valéry Giscard d’Estaing, Jacques Chirac, Nicolas Sarkozy), Nicolas Sarkozy, byli premierzy (Édouard Balladur, Alain Juppé, Jean-Pierre Raffarin, Dominique de Villepin, François Fillon). Jej działaczami byli przewodniczący Zgromadzenia Narodowego w latach 2002–2012 (Jean-Louis Debré, Patrick Ollier, Bernard Accoyer) oraz Senatu w latach 2002–2011 (Christian Poncelet, Gérard Larcher, który powrócił na tę funkcję w 2014), a także francuscy komisarze Jacques Barrot i Michel Barnier, dwie byłe przewodniczące Parlamentu Europejskiego (Simone Veil oraz Nicole Fontaine), jak również przewodniczący grup EPP-ED i EPP w Europarlamencie Joseph Daul.
W kampaniach wyborczych UMP korzystała z poparcia ludzi kina, estrady czy sportu. M.in. w 2007 jej kandydata w wyborach prezydenckich otwarcie wspierali m.in. aktorzy Jean Reno i Christian Clavier, piosenkarz Johnny Hallyday, kolarz Richard Virenque i tenisista Fabrice Santoro.

### Organizacje współpracujące
Partie afiliowane przy UMP lub z nią współpracujące zachowywały organizacyjną autonomię, jednocześnie dopuszczając możliwość posiadania podwójnego członkostwa w tym ugrupowaniu i w samej Unii na rzecz Ruchu Ludowego. W 2002 status taki uzyskało konserwatywne Forum Socjalnych Republikanów (kierowane wówczas Christine Boutin, przemianowane na Partię Chrześcijańsko-Demokratyczną). Podobną decyzję podjęło Zgromadzenie na rzecz Francji, które od 2004 faktycznie zanikło, a jego lider, Charles Pasqua, w tym samym roku został senatorem z ramienia UMP. W latach 2002–2011 status partii stowarzyszonej posiadała socjalliberalna Partia Radykalna (lider: Jean-Louis Borloo), a w latach 2002–2008 Narodowe Centrum Niezależnych i Chłopów (lider: Annick du Roscoät). Tradycyjnymi wyborczymi sojusznikami UMP pozostawały również m.in. Nowe Centrum i Nowoczesna Lewica.
Oficjalną organizacją młodzieżową unii był powołany w 2003 ruch Młodzi Ludowcy (Jeunes Populaires).

## Poparcie w wyborach

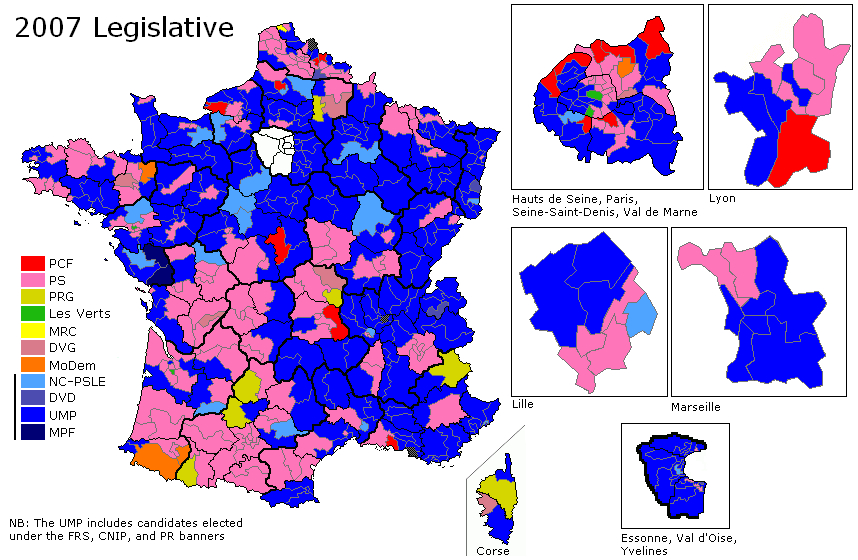
Wybory parlamentarne 2007 – niebieskim kolorem oznaczono okręgi, w których mandat uzyskał kandydat UMP

| Wybory                    | Data wyborów             | Poparcie | Uwagi                                                                                               |
| ------------------------- | ------------------------ | -------- | --------------------------------------------------------------------------------------------------- |
| Wybory prezydenckie 2002  | I tura: 21 kwietnia 2002 | 25,0%    | łączne poparcie dla Jacques’a Chiraca, Alaina Madelina i Christine Boutin                           |
| Wybory prezydenckie 2002  | II tura: 5 maja 2002     | 89,2%    | poparcie dla Jacques’a Chiraca                                                                      |
| Wybory parlamentarne 2002 | I tura: 9 czerwca 2002   | 33,3%    | łącznie w dwóch turach UMP (jako Unia na rzecz Większości Prezydenckiej) zdobyła 357 z 577 mandatów |
| Wybory parlamentarne 2002 | II tura: 16 czerwca 2002 | 47,3%    | łącznie w dwóch turach UMP (jako Unia na rzecz Większości Prezydenckiej) zdobyła 357 z 577 mandatów |
| Wybory regionalne 2004    | I tura: 21 marca 2004    | 33,7%    | poparcie dla kandydatów centroprawicy (UMP, UDF, MPF)                                               |
| Wybory regionalne 2004    | II tura: 28 marca 2004   | 36,8%    | poparcie dla kandydatów centroprawicy (UMP, UDF, MPF)                                               |
| Wybory europejskie 2004   | 13 czerwca 2004          | 16,6%    | UMP zdobyła 17 spośród 78 mandatów, przypadających Francji w PE                                     |
| Wybory prezydenckie 2007  | I tura: 22 kwietnia 2007 | 31,2%    | poparcie dla Nicolasa Sarkozy’ego                                                                   |
| Wybory prezydenckie 2007  | II tura: 6 maja 2007     | 53,1%    | poparcie dla Nicolasa Sarkozy’ego                                                                   |
| Wybory parlamentarne 2007 | I tura: 10 czerwca 2007  | 39,5%    | łącznie w dwóch turach UMP zdobyła 313 spośród 577 mandatów                                         |
| Wybory parlamentarne 2007 | II tura: 17 czerwca 2007 | 46,4%    | łącznie w dwóch turach UMP zdobyła 313 spośród 577 mandatów                                         |
| Wybory europejskie 2009   | 7 czerwca 2009           | 27,9%    | UMP zdobyła 29 spośród 72 mandatów, przypadających Francji w PE                                     |
| Wybory regionalne 2010    | I tura: 14 marca 2010    | 26,0%    | poparcie dla kandydatów tzw. większości prezydenckiej                                               |
| Wybory regionalne 2010    | II tura: 21 marca 2010   | 35,4%    | poparcie dla kandydatów tzw. większości prezydenckiej                                               |
| Wybory prezydenckie 2012  | I tura: 22 kwietnia 2012 | 27,2%    | poparcie dla Nicolasa Sarkozy’ego                                                                   |
| Wybory prezydenckie 2012  | II tura: 6 maja 2012     | 48,4%    | poparcie dla Nicolasa Sarkozy’ego                                                                   |
| Wybory parlamentarne 2012 | I tura: 10 czerwca 2012  | 27,1%    | łącznie w dwóch turach UMP zdobyła 194 spośród 577 mandatów                                         |
| Wybory parlamentarne 2012 | II tura: 17 czerwca 2012 | 37,9%    | łącznie w dwóch turach UMP zdobyła 194 spośród 577 mandatów                                         |
| Wybory europejskie 2014   | 25 maja 2014             | 20,8%    | UMP zdobyła 20 spośród 73 mandatów, przypadających Francji w PE                                     |